# تشيلسي بيريتي
تشيلسي فانيسا بيريتي (بالإنجليزية: Chelsea Vanessa Peretti) مواليد 20 فبراير، 1978 ممثلة، كوميدية وكاتبة أمريكية. إشتهرت بدور جينا لينيتي في المسلسل الكوميدي بروكلين ناين-ناين على قناة فوكس. إختارتها مجلة بيست في قائمة "أفضل 75# حساب على تويتر في عام 2014، ووضعت في المرتبة #75.

## نشأتها
ولدت وتربت بيريتي في مدينة اوكلاند بولاية كاليفورنيا، لأباً من اصول إيطالية واماً يهودية. إنتقلت بيريتي إلى نيويورك عام 1996 وارتادت جامعة بيرنارد،  وتخرجت منها عام 2000. كما كان الكوميدي آندي سامبيرغ زميلها في المدرسة الابتدائية.

## حياتها الشخصية
واعدت بيريتي الممثل الكوميدي جوردان بيل منذ 2013، وأعلنا عن خطوبتهما في تشرين الثاني، 2015.

## سيرتها الفنية

### أعمال سينمائية
| السنة | العنوان          | الدور  |
| ----- | ---------------- | ------ |
| 2007  | تويستيد فورتشن   | رايتشل |
| 2011  | الرجل يتحدث      | البنت  |
| 2014  | النساء لسن مرحات | نفسها  |
| 2018  | لعبة الليل       | غليندا |

### أعمال تلفزيونية
| السنة     | العنوان               | الدور       | ملاحظات  |
| --------- | --------------------- | ----------- | -------- |
| 2004      | مختبر الكوميديا       | صديقة يوجين | 1 حلقة   |
| 2010      | لوي                   |             | 1 حلقة   |
| 2010      | برنامج سارا سيلفيرمان | بيكي        | 1 حلقة   |
| 2011      | كوميدي سنترال تقدم    | نفسها       | 1 حلقة   |
| 2011–2012 | الحدائق والمنتزهات    | زيلدا       | 1 حلقة   |
| 2013      | ساترداي نايت لايف     | (كاتبة)     | 2 حلقات  |
| 2013–2015 | برنامج كرول           | عدة شخصيات  | 9 حلقات  |
| 2013–الآن | بروكلين ناين-ناين     | جينا        | 61 حلقات |
| 2014      | كي وبيل               | مقدمة       | 1 حلقة   |
| 2015      | غرافيتي فولز          | دارلين      | 1 حلقة   |
| 2015      | التاريخ الثمل         | آن درويان   | 1 حلقة   |
| 2016      | حيوانات               | آنجيلا      | 1 حلقة   |

### ألعاب الفديو
| السنة | العنوان    | الدور             | ملاحظات |
| ----- | ---------- | ----------------- | ------- |
| 2008  | جي تي أي 4 | لوري ويليامز-جونز | صوت     |

## وصلات خارجية
- تشيلسي بيريتي على موقع IMDb (الإنجليزية)
- تشيلسي بيريتي على موقع ألو سيني (الفرنسية)
- تشيلسي بيريتي على موقع ميوزك برينز (الإنجليزية)
- تشيلسي بيريتي على موقع قاعدة بيانات الفيلم (الإنجليزية)